# Casi seguro
En teoría de la probabilidad, se dice que un evento estadístico  sucede casi seguro o casi seguramente (frecuentemente esto se abrevia como "c.s."), si su probabilidad de aparición es 1. El concepto es análogo al concepto de "casi en todas partes" que aparece en teoría de la medida.
Aunque en muchos experimentos probabilísticos básicos no hay diferencia entre "casi seguro" y "seguro" (es decir, seguro que se acaban dando), la distinción es importante en casos más complejos, que involucran cierto tipo de conjuntos infinitos. Por ejemplo, el término se encuentra frecuentemente en cuestiones que implican un tiempo infinito, propiedades de regularidad o espacios de dimensión infinita como espacios de funciones. Algunos ejemplos sencillos de esto incluyen por ejemplo la ley de los grandes números (forma fuerte) o la continuidad de los caminos brownianos.
Además es frecuente usar los términos casi con seguridad (c.c.s.) o casi siempre o (c.s), de manera equivalente a "casi seguro". La expresión casi nunca ("casi seguro que no") describe la situación opuesta a "casi seguro": de un evento que sucede con probabilidad cero se dice que "casi nunca" se da.

## Definición formal
Sea {\displaystyle (\Omega ,{\mathcal {F}},P)} un espacio de probabilidad. un evento {\displaystyle E\in {\mathcal {F}}} suecede casi seguro si {\displaystyle P[E]=1}. Equivalentemente, {\displaystyle E} sucede casi seguro si la probabilidad de que {\displaystyle E} no ocurra es cero: {\displaystyle P[E^{C}]=0}. Más en general, un evento {\displaystyle E} (no necesariamente de {\displaystyle {\mathcal {F}}})sucede casi seguro si {\displaystyle E^{C}} está contenido en un conjunto de medida nula: un subconjunto de algún {\displaystyle N\in {\mathcal {F}}} tal que {\displaystyle P[N]=0}. La noción de "casi seguridad" depende de la medida de probabilidad {\displaystyle P}. Si es necesario enfatizar esta dependencia, se acostumbra a a decir que el evento {\displaystyle E} sucede "{\displaystyle P}-casi seguro" o "caso seguramente respecto a {\displaystyle [P]}".

## "Casi seguro" frente a "seguro"
La diferencia entre un evento "casi seguro" y un evento "seguro" es la misma sutil diferencia que existe entre que algo suceda "con probabilidad 100%" y "siempre".
Si un evento es "seguro", entonces siempre sucederá, y ningún resultado fuera de este evento puede suceder. Si un evento es "casi seguro", entonces los resultados fuera de este evento son teóricamente posibles, sin embargo, la probabilidad de dicho resultado es menor que cualquier probailidad positiva, y por tanto debe ser 0. Por tanto, no se puede decir definitivamente que dicho resultado de probabilidad cero no ocurrirá nunca, pero a efectos prácticos resulta que no ocurrirá nunca.

## Ejemplos

### Lanzamiento de dardos
Por ejemplo, imagínese que se lanza un dardo sobre el cuadrado unidad (un cuadrado de área 1) donde el dardo impactará exactamente en un punto, e imagínese que este cuadrado es la única cosa en el universo aparte del dardo mismo, es decir, no existe físicamente ningún otro lugar donde el dardo caiga. Entonces, el evento que el «dardo golpee el cuadrado» es un evento seguro, ya que ninguna otra alternativa es imaginable.
Ahora, nótese que puesto que el cuadrado tiene área 1, la probabilidad de que el dardo caiga dentro de un área contenida en el cuadrado, iguala al área de dicha región (que será un número entre 0 y 1). Por ejemplo, la probabilidad de que el dardo caiga en la mitad derecha que es un rectángulo de área 0,5x1 es sólo del 50%. Ahora considérese, el evento de que el «dardo golpee algún punto exactamente situado sobre una diagonal del cuadrado». Puesto que las diagonales son simplemente dos líneas sin ancho, tienen un área igual a cero, y la probabilida de que el dardo caiga exactamente sobre la diagonal es cero. Así que el dardo casi nunca aterrizará sobre alguna diagonal (es decir, casi seguro que caerá fuera de las diagonales). Sin embargo, el conjunto de puntos de la diagonal no es un conjunto vacío y un punto de diagonal no es menos probable que cualquier otro punto de cuadrado, y por tanto, es teóricamente posible que el dardo caiga sobre la diagonal.
Lo mismo puede decirse de cualquier otro punto del cuadrado. Un punto P ocupará un área nula, y por tanto tiene probabilidad cero de ser alcanzado por el dardo. Sin embargo, el dardo claramente caerá en alguno de los infinitos puntos del cuadrado. Por tanto, en este caso no sólo es posible o imaginable que un evento de probabilidad cero ocurra, sino que deberá ocurrir alguno de los infinitos eventos de probabilidad cero.

### Lanzamiento de una moneda
Considérese el caso del lanzamiento de monedas. Una moneda tiene dos caras (las llamaremos "cara" [Ca] y "cruz" [Cz]) y, por tanto, el evento de que se «obtenga en el lanzamiento cara o cruz» es un evento seguro, ya que no puede haber ningún otro resultado (asumiendo que el canto es imposible y que la moneda acabará cayendo de uno de sus lados).
Ahora considérese el "espacio de lanzamiento único" {\displaystyle (\{H,T\},2^{\{Ca,Cz\}},\mathbb {P} )}, donde el evento {\displaystyle \{\omega =H\}} aparece si se obtiene "cara" y {\displaystyle \{\omega =T\}} si se obtiene "cruz". Para esta moneda particular, asúmase que la probabilidad de obtener "cara" es {\displaystyle \mathbb {P} [\omega =H]=p\in (0,1)} de lo que se sigue que el evento complementario, obtener "cruz", tiene probabilidad {\displaystyle \mathbb {P} [\omega =T]=1-p}.
Supóngase que se lleva a cabo un experimento reiterado de lanzamiento de moneda, y que se asume que los lanzamientos son independientes entre sí. Es decir, que los lanzamientos representan variables aleatorias independientes e idénticamente distribuidas. Defínase la sucesión de variables aleatorias sobre el "espacio de lanzamiento reiterado" {\displaystyle \{X_{i}(\omega )\}_{i\in \mathbb {N} }} donde {\displaystyle X_{i}(\omega )=\omega _{i}}. Es decir, cada {\displaystyle X_{i}} registra rel resultado del {\displaystyle i}-ésimo lanzamiento.
El evento de que cada lanzamiento resulta ser "cara", llevaría a una secuencia {\displaystyle \{Ca,Ca,Ca,\dots \}}, ad infinitum, es posible en cierto sentido (no viola ninguna ley física o matemática suponer que aparece indefinidamente "cara" [Ca]), pero es muy poco probable. De hecho, la probabilidad (límite) de que esto suceda en una sucesión es cero. Para ver por qué, nótese que la asunción de que se trata de variables independientes e idénticamente distribuidas implica que la probabilidad de obtener todo "cara" en {\displaystyle n} lanzamiento es simplemente {\displaystyle \mathbb {P} [X_{i}=Ca,\ i=1,2,\dots ,n]=\left(\mathbb {P} [X_{1}=Ca]\right)^{n}=p^{n}}. Haciendo que {\displaystyle n\rightarrow \infty } se obtiene cero, puesto que {\displaystyle p\in (0,1)}. Nótese que el resultado es el mismo sin importar que la moneda sea equilibrada o no, siempre y cuando {\displaystyle p} sea un número entre 0 y 1.
Por tanto, aunque no podemos decir de manera terminante que el resultado "cruz" debe apareer alguna vez, podemos decir que casi con seguridad alguna de las "cruz" aparecerá en la secuencia de lanzamientos. Nótese, que más en general, cualquier sucesión infinita particular predefinido, como por ejemplo las cifras decimales de número π (expresadas en base dos) con las "caras" representadas por el número 1 y las "cruces" representadas por 0, debe tener probabilidad cero. Esto tiene sentido porque existen infinitas sucesiones posibles y {\displaystyle \scriptstyle \lim \limits _{n\to \infty }{\frac {1}{n}}=0}.)